# グレゴリウス13世 (ローマ教皇)
グレゴリウス13世（Gregorius XIII,1502年6月7日 - 1585年4月10日）は、第226代ローマ教皇（在位：1572年 - 1585年）。本名はウーゴ・ブオンコンパーニ（Ugo Buoncompagni）。学問を好み、奨励したことで知られ、その治世にずれが累積していたユリウス暦を廃し、グレゴリオ暦とよばれる新暦を採用したことでも有名である。

## 教皇登位まで
ウーゴはボローニャ生まれ。地元の名門ボローニャ大学で法学を修め、1530年に学位を得た。その後、同大学で法学の教官として教壇に立っていた。生徒の中にはカルロ・ボッロメーオやアレッサンドロ・ファルネーゼなどがいた。36歳にして教皇パウルス3世によってローマへ招かれ、教会法関係の業務についた。枢機卿にあげられたのは教皇ピウス4世の時代であり、トリエント公会議にも参加している。

## 治世

### 教会改革とグレゴリウス暦の採用
1572年5月、教皇ピウス5世の死去を受けておこなわれたコンクラーヴェにおいてブオンコンパーニ枢機卿が新教皇に選ばれ、グレゴリウス13世を名乗った。教皇位についた彼がまず全精力を傾けて取り組んだのは教会改革であった。特にトリエント公会議の決議の実施を徹底させ、不在司教が問題になっていたことを受けて司教や枢機卿は自らの担当地域に住むことを徹底させた。さらに公会議後に実施されることが決まっていた禁書目録の作成を実行するため委員会を任命している。
グレゴリウス13世治世の事跡でもっとも有名なものは、「グレゴリオ暦」として知られる新暦の採用である。ユリウス暦のずれはすでに数百年前にロジャー・ベーコンによっても指摘されていたが、トリエント公会議において教皇庁への委託業務として新暦の研究が決定されていた。これを受けて教皇はこの業務のためシルレト枢機卿を長とする委員会を設立して検討させた。委員会の中には当代随一の天文学者であったドイツのイエズス会員クリストファー・クラヴィウスも含まれており、時代の先端をゆく科学的事業であった。この委員会の研究と決定を受けて1582年2月に暦の切り替えの勅令が発せられ、暦の切り替えは1582年10月におこなわれることになった。まずカトリックの国であるイタリア、スペイン、ポルトガル、ポーランドなどで採用され、ユリウス暦の1582年10月5日が10月15日に改められた。
プロテスタント諸国は当時、暦であってもカトリックの影響力を受けるのは不本意としてグレゴリオ暦を受け入れなかった。また、正教会にあっては教会暦の変更は奉神礼の日時に多大な影響を被るものであり、ローマ・カトリック教会の独断で教会暦が変更される事は受け入れられるものではなく、新暦採用は東西教会の亀裂を深めた。しかしやがてこの暦はプロテスタント諸国・正教諸国を含めた世界中で採用されることになり、現代に至っている。ただし正教会に属する教会のうち幾つかの教会（エルサレム総主教庁、グルジア正教会、ロシア正教会、セルビア正教会、日本正教会など）では、当該地域の世俗国家はグレゴリオ暦を使用していても（イスラエル、ロシア、日本など）、依然として教会内ではユリウス暦が使用されている。
また、法学者としてピウス5世時代に始められた教会法の改訂もおこなわせており、『教会法集成』として完成させた。

### 外交政策
政治的には教皇はイスラム教国への対抗姿勢を示しつつも、プロテスタント諸国の動向が気になっていた。彼は聖職者養成のため、多くの神学校を設立し、イエズス会の教育事業を強力に後押ししている。この時代、イエズス会は多くの学校をヨーロッパに設立している。中でも有名だったのが、ローマにあったローマ学院である。これは優れた聖職者を養成するために設立されたものであったが、教皇はローマ学院に大規模な援助を行い、その規模を拡張させた。教皇のこの業績はこの学校の現在もつづく名称である「グレゴリアン大学」という名前に記念されている。
カトリック諸国のリーダーとして、教皇がイングランド女王エリザベス1世の統治の転覆を支援したことはイギリスにおいてカトリック教徒が敵視される原因をつくってしまった。1578年には自らの軍勢を与えたトーマス・スタークレーに命じてイギリスの膝元であったアイルランドへの侵攻をおこなわせようとしたが、スタークレーは与えられた軍をもってポルトガル王セバスティアン1世と合流し、モロッコ攻撃（アルカセル・キビールの戦い）をおこなってしまったため企図は果たせなかった（スタークレーとセバスティアンは戦死）。1572年8月にフランスでサン・バルテルミの虐殺が起こってプロテスタント支持者たちが多数殺害されると、「テ・デウム」を歌って神を賛美し、記念メダルを作らせている。ただ、この教皇の行動はプロテスタントの死を喜んだのではなく、フランス王や実行者側がこの虐殺事件を、王に対する反乱の計画者たちの誅殺であると国外に巧みに喧伝したため、それを教皇が信じていたためという見方もある。

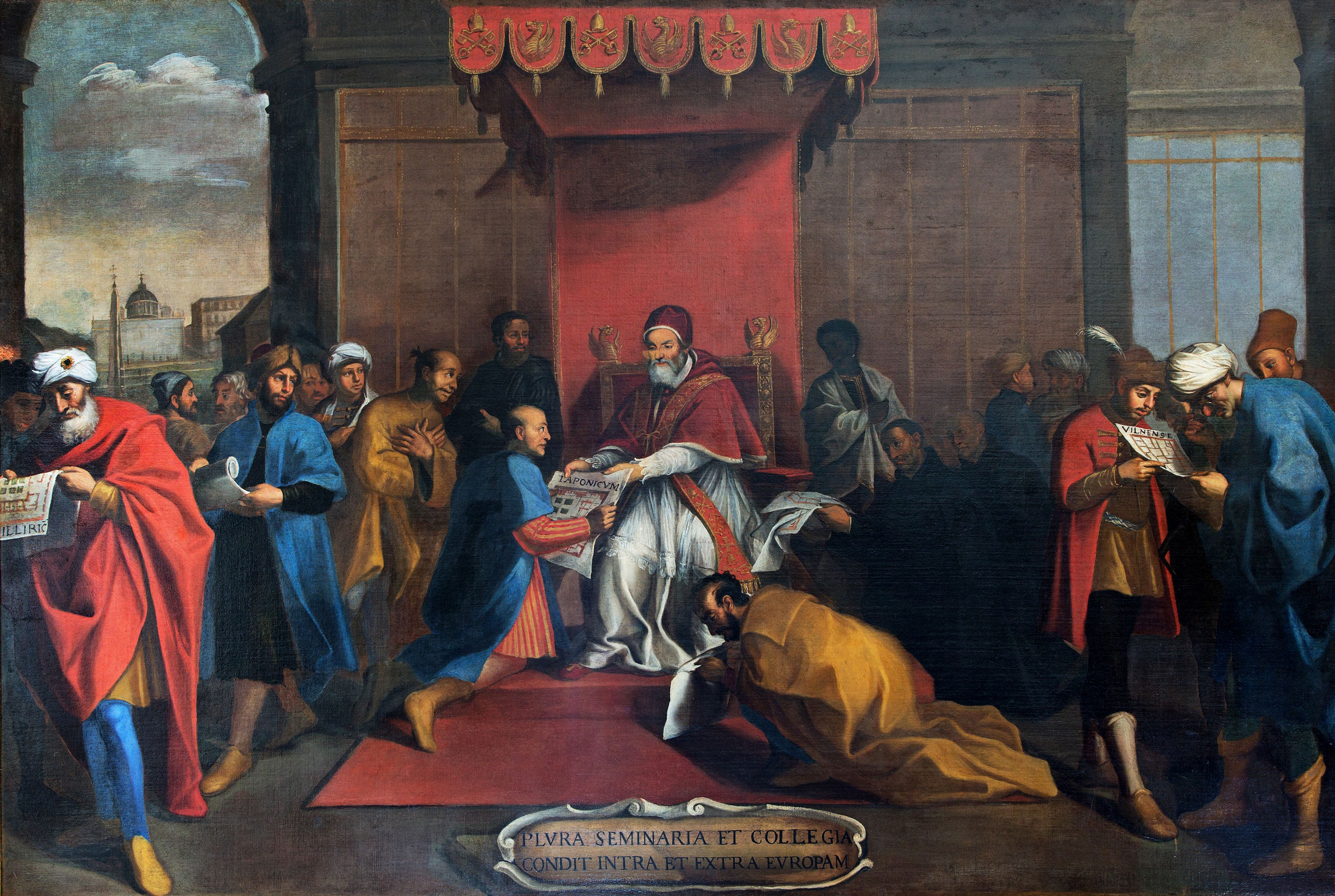
グレゴリウス13世が宣教派遣先の書かれた書面を神学生たちに渡している場面。グレゴリウス大学所蔵。

ローマにおいてはサン・ピエトロ大聖堂にグレゴリウス聖堂を建築し、1580年には現在でも首相公邸として用いられているクイリナーレ宮殿を造営させている。さらにディオクレティアヌス浴場を穀倉に改造もしている。これらの資金は教皇領内の資産を没収するなどしておこなったため、貴族たちの反感を集め、統治に混乱をきたすことにもなった。また、愛人との間にもうけた庶子ジャコモを引き立てて、サンタンジェロ城の城主、教皇領国務長官などに抜擢している。教皇の歓心を買おうとしたヴェネツィア共和国はこのジャコモを貴族に加え、スペイン王フェリペ2世は将軍位を与えている。
ちなみに天正遣欧使節の少年たちは、この教皇の治世最晩年にあたる1585年3月に教皇の謁見を受け、ローマ市内でも大歓迎を受けた。
なお、現存する最古の教皇冠はグレゴリウス13世時代のものである。